# Chapelle Saint-Germain de Langonnet
La Chapelle Saint-Germain est située au lieu-dit "Saint-Germain", sur la commune de Langonnet dans le Morbihan.

## Historique
La façade et le clocher chapelle Saint-Germain font l’objet d’une inscription au titre des monuments historiques depuis le 30 mars 1934.